# معاذ بن هشام
معاذ بن هشام بن أبي عبد الله سنبر البصري أحد رواة الحديث النبوي، ومن تابعي التابعين.

## روايته للحديث
- حدث عن: أبيه هشام الدستوائي فأكثر، وقد روى اليسير عن ابن عون، وأشعث بن عبد الملك الحمراني، وبكير بن أبي السميط المسمعي، وشعبة بن الحجاج.
- حدث عنه: أحمد بن حنبل، وابن راهويه، وعلي، وأبو خيثمة، والقواريري، وبندار، وأبو موسى الزمن، وأبو قدامة عبيد الله السرخسي، وعمرو بن علي، وبكر بن خلف، وإبراهيم بن عرعرة، وأبو سعيد الأشج، ونصر بن علي، وأبو هشام الرفاعي، ويزيد بن سنان، وزيد بن أخزم وخلق.

روى الميموني عن أحمد بن حنبل قال: «كان في كتابه عن أبيه ليس المعاصي من قدر الله، قلت له وما علمك، قال: أنا رأيته في كتابه عن أبيه، ثم خرج إلى مكة في تجارة، فجلس يحدثهم، فقال الحميدي: لا تسمعوا من هذا القدري شيئا.. وسمع أبو عبد الله من يكثره في الحديث والفقه، فقال: وأي شيء عنده من الحديث، ما كتبت عنه إلا مجلسا سبعة عشر حديثا». روى عباس عن ابن معين: «صدوق، وليس بحجة». قال ابن المديني: «سمعت معاذ بن هشام يقول بمكة، وقيل له ما عندك، قال: عندي عشرة آلاف، فأنكرنا عليه، وسخرنا منه، فلما جئنا إلى البصرة، أخرج إلينا من الكتب نحوا مما قال يعني عن أبيه فقال: هذا سمعته، وهذا لم أسمعه، فجعل يميزها». قال أبو عبيد الآجري: «قلت لأبي داود معاذ بن هشام عندك حجة، فقال: أكره أن أقول شيئا، كان يحيى لا يرضاه، قال أبو عبيد: لا أدري من عنى : يحيى القطان أو يحيى بن معين، وأظنه يحيى القطان». قال ابن عدي: «وله عن أبيه عن قتادة حديث كثير، وله عن غير أبيه أحاديث صالحة، وربما يغلط في الشيء، وأرجو أنه صدوق». قال ابن حبان في كتاب الثقات: «مات سنة مائتين».

## وفاته
توفي ابن هشام سنة 200 هـ.